# Władysław Mergel
Władysław Mergel (ur. 13 maja 1896 w Rostowie, zm. 9 października 1982) – polski nauczyciel i dyplomata.

## Życiorys
W czasie I wojny światowej walczył w Legionach Polskich. Po 1918 zatrudniony w dyplomacji, pełnił m.in. obowiązki attaché prasowego w Czechosłowacji. Był też korespondentem Polskiej Agencji Telegraficznej (PAT) oraz przedstawicielem PLL „Lot” w Pradze. W latach 30. wysyłany jako nieoficjalny przedstawiciel polskich władz na Litwę. Podczas okupacji niemieckiej działał w Polskim Związku Wolności, był jego kierownikiem organizacyjnym na kraj. W 1945 znalazł się w Olsztynie. Pracował jako nauczyciel w Liceum Pedagogicznym, pełnił też obowiązki szefa Wydziału Organizacyjnego ZNP na Okręg Mazurski i województwo olsztyńskie. W grudniu 1945 wstąpił do PSL, z ramienia którego sprawował mandat radnego do Wojewódzkiej Rady Narodowej. W styczniu 1946 objął funkcję II wiceprezesa ZW PSL w Olsztynie. Był delegatem na Kongres PSL w Warszawie.
Pochowany na Cmentarzu Łostowickim w Gdańsku.